# Zaciszny Filar
Zaciszny Filar – skała w lewych zboczach wąwozu Półrzeczki w miejscowości Mników w województwie małopolskim, w powiecie krakowskim, w gminie Liszki. Pod względem geograficznym wąwóz znajduje się na Garbie Tenczyńskim (część Wyżyny Krakowsko-Częstochowskiej) w obrębie Tenczyńskiego Parku Krajobrazowego.
Zaciszny Filar znajduje się w lesie tuż nad dnem górnej części wąwozu. Jest najdalej na północ wysuniętą skałą wspinaczkową w wąwozie Półrzeczki. Jest to samotna, zbudowana z twardego wapienia skała o wysokości 8 m. Na jej filarze i zachodniej ścianie uprawiana jest 5 dróg wspinaczkowych o trudności VI+ –  VI.3+ w skali Kurtyki. Cztery z nich posiadają asekurację: 3–4 ringi (r) i stanowiska zjazdowe (st).

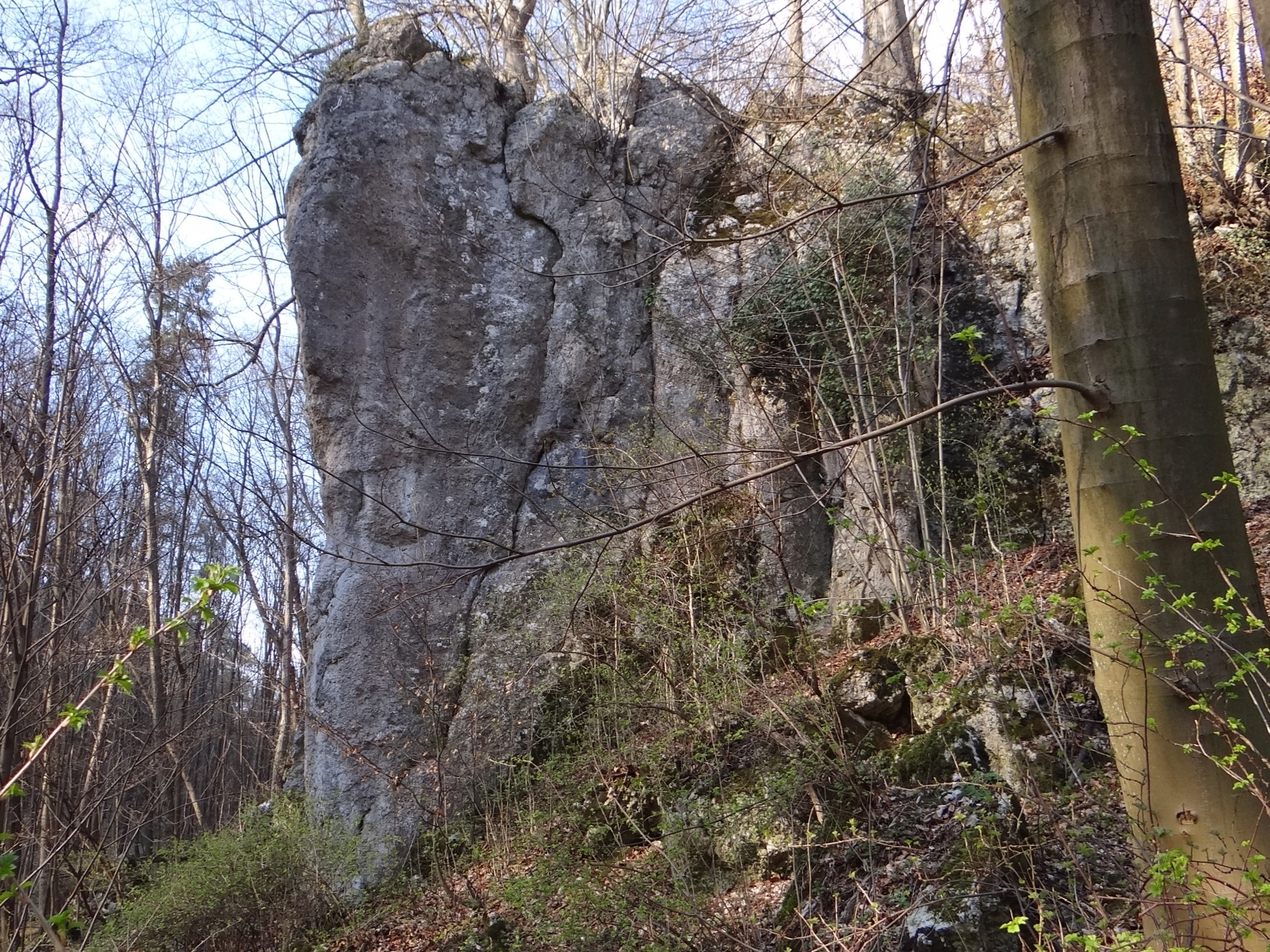
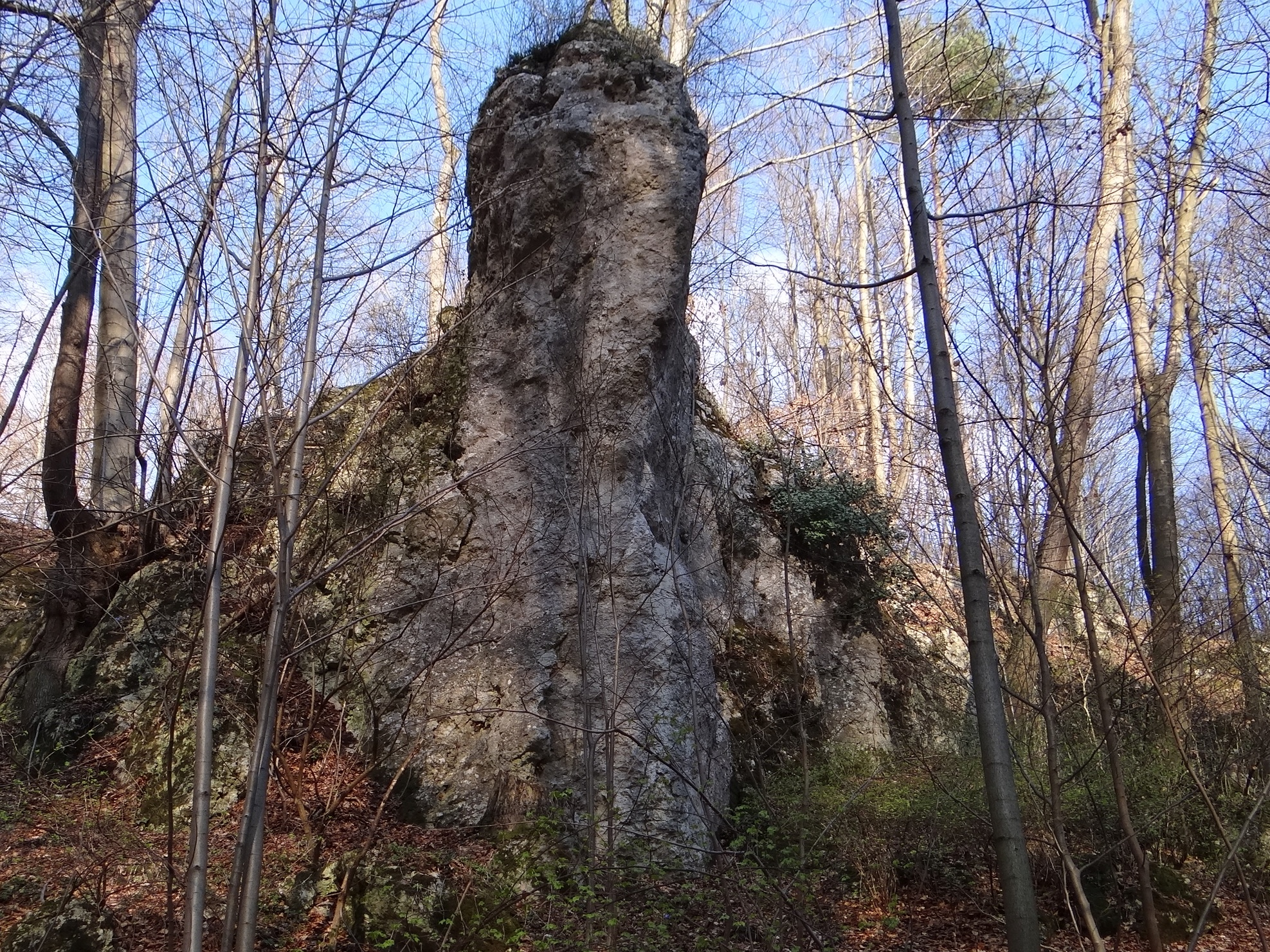
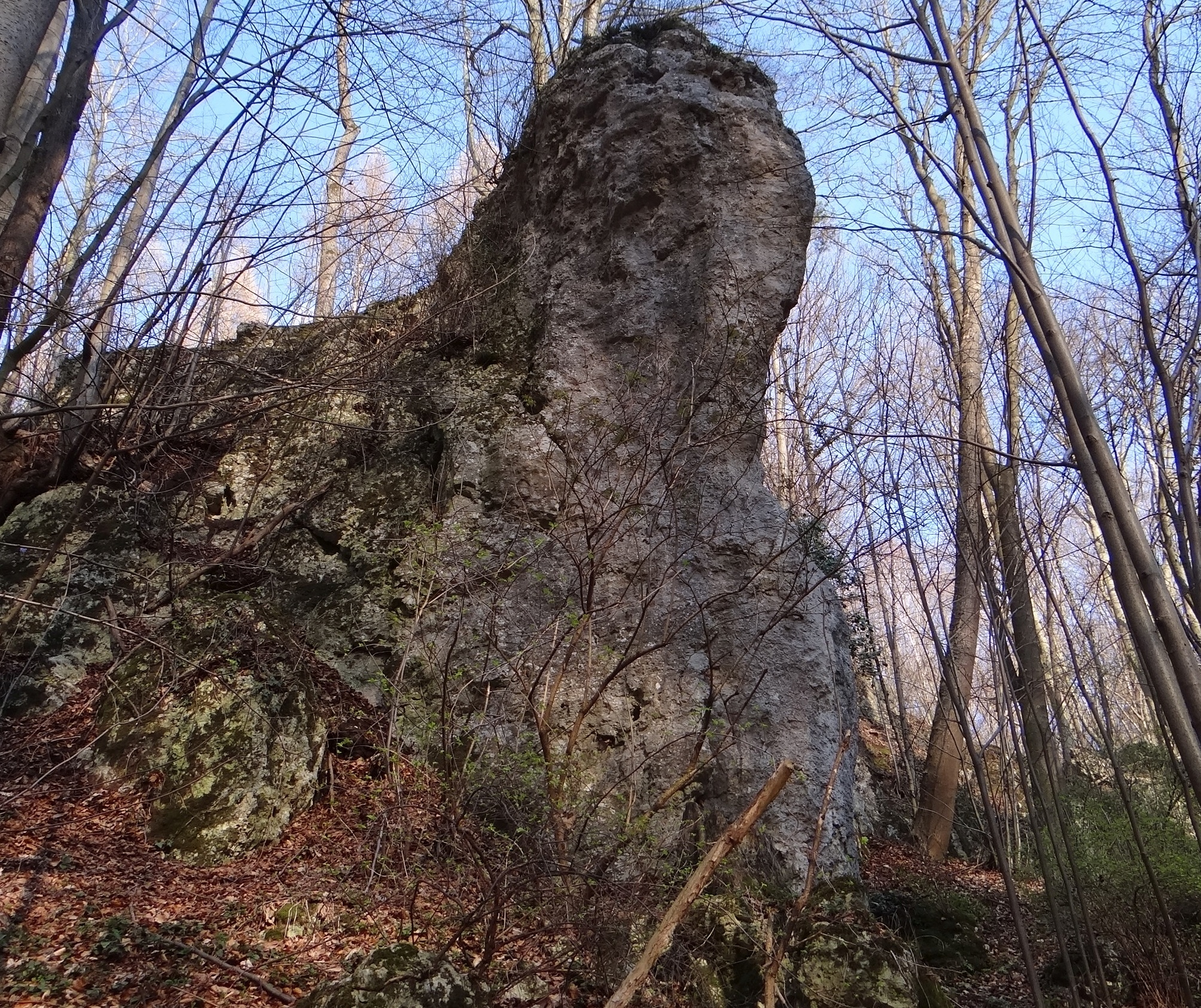
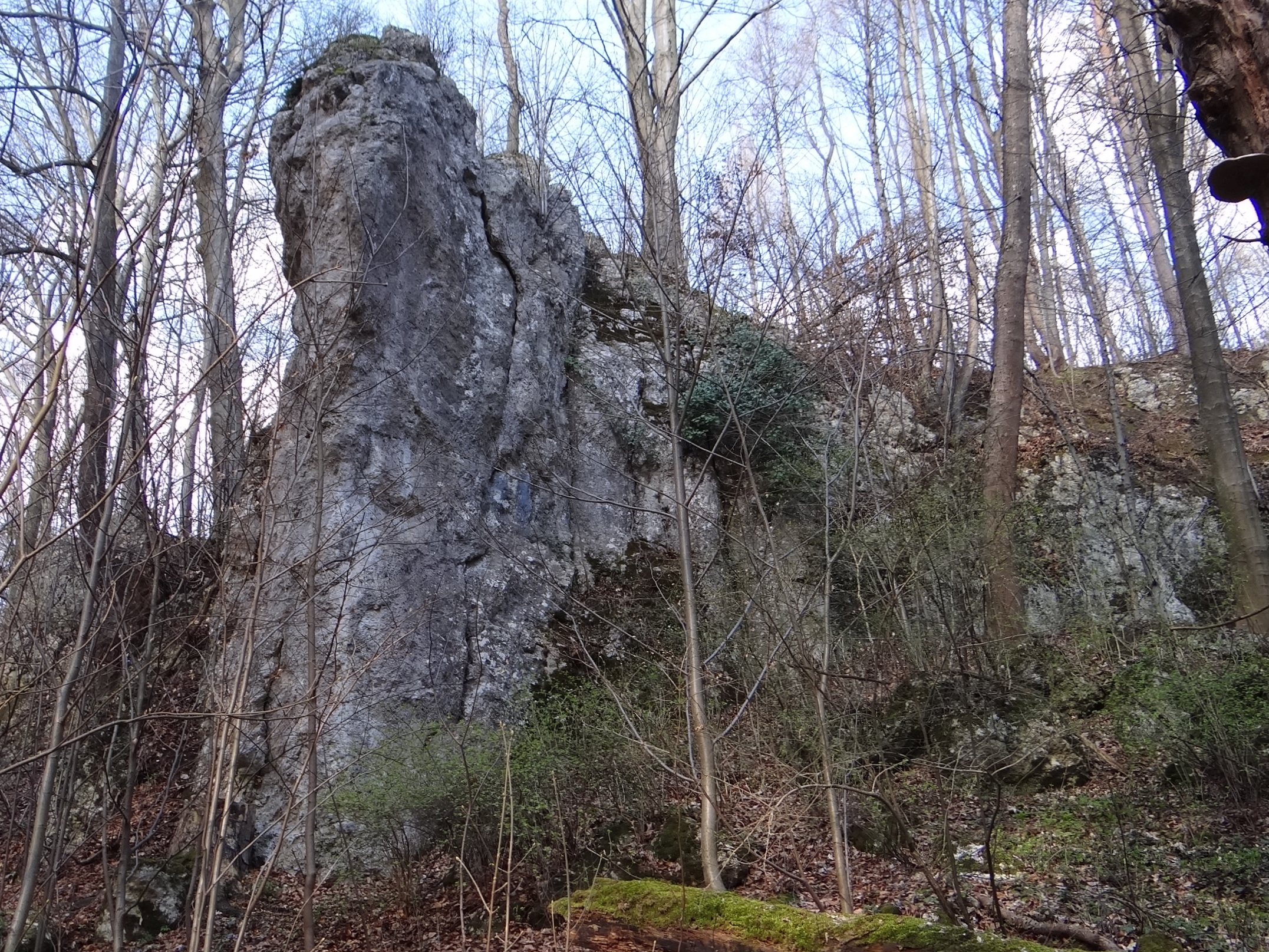

## Drogi wspinaczkowe
1. Zgiełk dżungli VI+, 4r + st, 12 m
2. Niewykrzyczany krzyk VI.2, 4r + st, 12 m
3. Ból zbawienia VI.3+, 3r + st, 12 m
4. Luksus ciszy VI.3, 3r + st, 12 m
5. Leśna melodia IV+, st, 12 m